# Panton Mesjid
Panton Mesjid is een bestuurslaag in het regentschap Bireuen van de provincie Atjeh, Indonesië. Panton Mesjid telt 622 inwoners (volkstelling 2010).